# شهرستان فیودروف
شهرستان فیودروف (به قزاقی: Фёдоров ауданы، فيودوروۆ اۋدانى) یک شهرستان در قزاقستان است که در استان قوستانای واقع شده‌است.

## خصوصیات
شهرستان فیودروف ۲۷٬۳۸۹ نفر جمعیت دارد.